# クリスチャン7世 (デンマーク王)
クリスチャン7世（Christian VII, 1749年1月29日 - 1808年3月13日）は、デンマーク＝ノルウェーの王（在位：1766年 - 1808年）。

## 生涯
フレゼリク5世とその最初の妃でイギリス王ジョージ2世の娘であるルイーズとの間の息子として生まれ、1766年1月14日、父王の死により王位を継承した。幼いころの言動は全て、クリスチャンが愛嬌のある性格とただならぬ才能を有していたことを示していたが、粗暴な教育係デトレフ・レヴェントロー伯爵によるひどい教育と一貫した暴力的なしつけに晒され、悪い取り巻きによって救いようのないほどに堕落した。そして、彼は高い知性を持っているように見え、確かに明晰な時期もあったが、おそらく統合失調症のような深刻な精神病に悩まされていた。
1766年、イギリス王太子フレデリック・ルイスの娘で従妹のカロリーネ・マティルデとの結婚のあと、クリスチャン7世は最悪の不摂生に耽った。特に乱痴気騒ぎである。彼はおおやけに、カロリーネ・マティルデ王妃を愛せないことを宣言した。理由は「1人の妻を愛することは“時代遅れ”（unfashionable）だから」というのであった。彼はすでに狂気に陥っていた。このことはパラノイアや統合失調症、幻覚などの症状からわかる。クリスチャン7世は、ヨハン・フリードリヒ・ストルーエンセを起用するとその言いなりになった。ストルーエンセは1760年代の終わりから権力を増していった。王に無視された孤独な王妃カロリーネ・マティルデはストルーエンセと関係を持った。
この結婚で、2人の子供が生まれた。のちのフレゼリク6世とルイーセ・アウグスタ王女である。しかし、ルイーセ・アウグスタはストルーエンセの子であると信じられている。肖像がその説を強化している。
1772年、クーデターが起き、王とカロリーネ・マティルデとの結婚は解消された。同じ年にストルーエンセは逮捕され、斬首ののちに遺体は車裂きにされた。中世のような残酷で私怨の入り乱れた処刑方法に、欧州各国は非難の声を上げた。しかし不義を犯した王妃に同情の声はなかった。クリスチャンはストルーエンセの逮捕状の署名に無関心であったが、父方の祖母ソフィー・マグダレーネ王太后が圧力をかけた。彼女は王の離婚を進めた。
クリスチャン7世は1772年以降は名目だけの王となった。1772年から1784年、クリスチャンの継母ユリアナ・マリーエ、身体障害のある異母弟フレゼリク王子そして政治家のオーヴェ・ヘー＝グルベアによって統治された。1773年には、同盟関係にあるロシアのエカチェリーナ2世より、シュレースヴィヒ＝ホルシュタイン公の地位を返還されたが、これも名目上のものであった。
1784年以降は息子フレゼリク6世が摂政王太子として統治した。この摂政時代はナポレオン戦争の始まりまで続き、自由と農業改革とで特筆される。
クリスチャン7世は意外にも国民から好かれ、絶大な人気を誇っていた。ストルーエンセが逮捕され、クリスチャン7世が解放された時、彼は市民から歓喜の声によって迎えられている。

## 子女
王妃カロリーネ・マティルデとの間に一男一女をもうけた。ただしルイーセ・アウグスタの実父はヨハン・フリードリヒ・ストルーエンセだと考えられている。
- フレゼリク6世（1768年 - 1839年） デンマーク王
- ルイーセ・アウグスタ（1771年 - 1843年） 1786年、シュレースヴィヒ＝ホルシュタイン＝ゾンダーブルク＝アウグステンブルク公フレゼリク・クリスチャン2世と結婚